# Vejo a Lua no Céu
Vejo a Lua no Céu é uma telenovela brasileira produzida e exibida pela TV Globo de 9 de fevereiro a 25 de junho de 1976, em 99 capítulos. Substituiu A Moreninha e foi substituída por O Feijão e o Sonho, sendo a 8ª "novela das seis" exibida pela emissora.
Escrita por Silvan Paezzo, baseada em conto homônimo da coletânea Três Caminhos, de Marques Rebelo, foi dirigida por Herval Rossano.

## Enredo
A vida na casa de seu Pedro, onde há submissão ao chefe de família, é baseada nos velhos princípios da ordem, austeridade e respeito familiar. Enquanto Pedro esconde da família a crise financeira, a mulher Filoca, cuida com esmero dos filhos. Fernando, o mais velho, é um bancário sonhador e romântico. Margarida é a normalista que se apaixona por Eusébio, funcionário do pai. E os três mais novos, Catarina, Edgar e Doró, vivem aventuras num mundo de fantasia.
O conflito maior se dá quando Fernando desafia o pai austero e deixa o lar para casar com a jovem Suzana, que conhecera havia pouco tempo. Mas uma doença vem abalar todas essas relações.

## Elenco
| Interprete               | Personagem         |
| ------------------------ | ------------------ |
| Eduardo Tornaghi         | Fernando           |
| Norma Blum               | Suzana             |
| Alberto Pérez            | Seu Pedro          |
| Cláudio Cavalcanti       | Eusébio            |
| Tamara Taxman            | Margarida          |
| Elisa Fernandes          | Maria              |
| Ítalo Rossi              | Jacinto            |
| Aracy Cardoso            | Filoca             |
| Ângela Leal              | Viúva              |
| Cristina Aché            | Catarina           |
| Camilo Beviláqua         | João               |
| Francisco Nagem          | Manoel             |
| Isaac Bardavid           | Anjo Latoeiro      |
| Monah Delacy             | Augusta            |
| Cleyde Blota             | Carmem             |
| Luiz Orioni              | Alberto Medeiros   |
| Márcio Bernstein         | Edgar              |
| Miriam Ficher            | Lú                 |
| Isabela Garcia           | Dorotéia (Doró)    |
| Cléa Simões              | Mariana            |
| Ana Cristina             | Marta              |
| Nazareth Alair           | Maria do Carmo     |
| Solange Radislovich      | Zizi               |
| Gilberto Garcia          | Moleque fujão      |
| Aguinaldo Rocha          | Gilmar             |
| Roberto Frota            | José               |
| Renato Bastos            | Mágico             |
| Magno Egydio             | Aluno              |
| Antônio Victor           | Velho milionário   |
| Vanda Costa              | Tia de Suzana      |
| Roberto de Cleto         | Dr. Mário Assis    |
| Elias Araújo             | Seu Totó           |
| José Steinberg           | Padre Lucas        |
| Hélio Ary                | Dr. Palmeira       |
| Sandra Pêra              | Margarida          |
| Alciro Cunha             | Joaquim            |
| Cauê Filho               |                    |
| Claudiney Penedo         | Fiscal do colégio  |
| Cláudio Souza Neves      | Aluno              |
| Janser Barreto           | Aluno              |
| Jefferson Dantas         | Aluno              |
| José Roberto Marcolino   | Aluno              |
| Manoel Martins           | Professor          |
| Nilton Valério           | Aluno              |
| Samir de Montemor        | Vendedor ambulante |
| Sandra de Oliveira Ramos | Aluna              |
| Yara Bernstein           | Aluna              |

## Produção
Inicialmente o protagonista Fernando seria interpretado por Ney Latorraca. Porém, como a novela O Grito foi estendida, o ator não teve como interpretar esse personagem. Em seu lugar ficou Eduardo Tornaghi, que viveria o personagem Eusébio, que acabou sendo interpretado por Cláudio Cavalcanti.
As cenas foram gravadas na cidade cenográfica de Barra de Guaratiba. Já as externas foram rodadas em vários lugares históricos do Rio de Janeiro, entre eles a floresta da Tijuca, Confeitaria Colombo, Outeiro da Glória, largo do Boticário e Santa Teresa.

## Exibição
Foi reprisada entre 13 de dezembro de 1976 a 29 de abril de 1977, às 13h30, substituindo sua antecessora original A Moreninha e substituída pela sua sucessora original O Feijão e o Sonho.

### Outras mídias
Foi disponibilizada pelo Globoplay em 11 de agosto de 2025, através do Projeto Fragmentos, que visa resgatar obras incompletas cujos capítulos foram perdidos em incêndios ou no processo de substituição de mídias físicas por questões econômicas. Foram preservados seis capítulos: 01, 02, 49, 50, 98 e 99.

## Trilha sonora
1. "Canção da Saudade"
2. "Vejo a Lua no Céu" (tema de abertura)
3. "Onde Estás"
4. "Rodopio"

- Sonoplastia: Guerra Peixe Filho
- Coordenação geral: João Araújo
- Produção, músicas e arranjos: Waltel Branco